# Dicranoptycha pachystyla
Dicranoptycha pachystyla är en tvåvingeart som beskrevs av Alexander 1963. Dicranoptycha pachystyla ingår i släktet Dicranoptycha och familjen småharkrankar.
Artens utbredningsområde är Madagaskar. Inga underarter finns listade i Catalogue of Life.